# Muhannad al-Shanqeeti
Muhannad Mustafa al-Shanqeeti (arabisch مهند الشنقيطي, DMG Muhannad aš-Šanqīṭī; * 12. März 1999) ist ein saudi-arabischer Fußballspieler.

## Karriere

### Verein
Er begann seine Karriere beim Ohod Club und wechselte von dort im November 2018 in die U23 von al-Ittihad, wo er seit der Saison 2019/20 fest zur A-Mannschaft überging. Am Ende der Saison 2022/23 feierte er mit dem Verein die saudi-arabische Meisterschaft.

### Nationalmannschaft
Nach der U19 und U20 hatte er seinen ersten Einsatz in der saudi-arabischen Nationalmannschaft am 1. Dezember 2021 bei einer 0:1-Niederlage gegen Jordanien während der Gruppenphase des FIFA-Arabien-Pokal 2021. Hier stand er von Anfang bis zum Ende der Partie auf dem Platz.

## Erfolge
Ittihad FC
- Saudi-arabischer Meister: 2022/23